# Jörg Glauben
Jörg Glauben (* 1959 in Homburg) ist ein deutscher Koch.

## Werdegang
Nach dem Abitur absolvierte Jörg Glauben seine Koch-Ausbildung im Parkhotel Adler in Hinterzarten im Schwarzwald. Anschließend durchlief er mehrere Stationen in Spitzenbetrieben im In- und Ausland.
Von 1999 bis April 2012 kochte er im inzwischen geschlossenen Gourmet-Restaurant Tschifflik (benannt nach dem Lustschloss Tschifflik) im Romantik Hotel Landschloss Fasanerie Zweibrücken, wo er seit 2002 mit einem Michelin-Stern ausgezeichnet wurde. Der Gault-Millau vergab 18 Punkte.
Ab April 2012 war er in beratender Funktion bei einem 5 Sterne Hotel in Polen tätig. Im Juli 2013 übernahm Glauben das Schlosshotel Neckarbischofsheim. Das Hotel wurde im August 2017 geschlossen.
Seit September 2017 ist Jörg Glauben in der Geschäftsleitung der Avance Service GmbH in Homburg tätig.

## Auszeichnungen
- 1 Stern im Guide Michelin
- 18 Punkte im Gault Millau, Aufsteiger des Jahres 2008
- 5 Kochlöffel Schlemmer Atlas, Aufsteiger des Jahres 2004

## Publikationen
- Jörg Glauben – SZ Bibliothek der Köche, Süddeutsche Zeitung / Bibliothek 2008, ISBN 978-3866155589